# AACTA al miglior giovane attore
L'AACTA al miglior giovane attore (AACTA Award for Best Young Actor) è stato un premio cinematografico assegnato all'attore o attrice di età minore ai diciotto anni in un film, serie televisiva o cortometraggio di produzione australiana votato come migliore dall'Australian Academy of Cinema and Television Arts.
Assegnato dal 1991 al 1999 come premio speciale, e dal 2002 al 2012 come premio regolare, è stato consegnato dall'Australian Film Institute fino al 2010 con il nome di AFI al miglior giovane attore.

## Vincitori e candidati

### Anni 1990
- 1991
  - Lauren Hewett - Act of Necessity
- 1992
  - Alex Outhred - Un piccolo grande eroe (Hammers Over the Anvil)
- 1993
  - Lauren Hewett - Halfway Across the Galaxy and Turn Left
  - Robert Joamie - Avik e Albertine (Map of the Human Heart)
- 1994
  - Zbych Trofimiuk - Sky Trackers
- 1995
  - Jamie Croft - Quell'occhio, il cielo (That Eye, the Sky)
- 1996
  - Petra Yared - Specchio del passato (Mirror, Mirror)
- 1997
  - Jeffrey Walker - Il mondo di Wayne (The Wayne Manifesto)
- 1998
  - Paul Pantano - Water Rats
- 1999
  -  Abbie Cornish - Wildside

### Anni 2000
- 2000
  - Kane McNay - Mallboy
  - Xaris Miller - Eugénie Sandler P.I.
- 2001
  - John Sebastian Pilakui - Yolngu Boy
  - Joshua Jay - All Saints
- 2002
  - Emily Browning - Halifax (Halifax f.p.)
  - Luke O'Loughlin - Escape of the Artful Dodger
  - Everlyn Sampi - La generazione rubata (Rabbit-Proof Fence)
- 2003
  - Liam Hess - Lasciate in pace i koala (Don't Blame Me)
  - Emily Browning - After the Deluge
  - Mason Richardson - Teesh and Trude
- 2004
  - Natasha Wanganeen - Jessica
  - Jarryd Jinks - Tom White
  - Sarah Vongmany - Comedy Inc.
  - Richard Wilson - Out There
- 2005
  - Sophie Luck - Blue Water High
  - Brittany Byrnes - Little Oberon
  - Joanna Hunt-Prokhovnik - Three Dollars
  - Maddi Newling - Danya
- 2006
  - Marny Kennedy - Perché a me? (Mortified)
  - Christian Byers - Opal Dream
  - Frank Sweet - 2:37
  - Mia Wasikowska - Suburban Mayhem
- 2007
  - Kodi Smit-McPhee - Meno male che c'è papà - My Father (Romulus, My Father)
  - Irene Chen - The Home Song Stories
  - Joel Lok - The Home Song Stories
  - Corey McKernan - Lockie Leonard
- 2008
  - Danielle Catanzariti - Hey Hey It's Esther Blueburger
  - Thom Green - The Ground Beneath
  - Saoirse Ronan - Houdini - L'ultimo mago (Death Defying Acts)
  - Clarence John Ryan - September
- 2009
  - Marissa Gibson - Samson and Delilah
  - Rowan McNamara - Samson and Delilah
  - Sebastian Gregory - Beautiful - La bellezza che uccide (Beautiful)
  - Tom Russell - Last Ride
  - Toby Wallace - Lucky Country
  - Brandon Walters - Australia

### Anni 2010
- 2010
  - Harrison Gilbertson - Le colline della morte (Beneath Hill 60)
  - Ashleigh Cummings - Il domani che verrà - The Tomorrow Series (Tomorrow, When the War Began)
  - Morgana Davies - L'albero (The Tree)
  - James Frecheville - Animal Kingdom
- 2012
  - Lara Robinson - Cloudstreet
  - Olivia DeJonge - Good Pretender
  - Emma Jefferson - My Place
  - Lucas Yeeda - Mad Bastards